# Ishak Belfodil
Ishak Belfodil, född 12 januari 1992, är en algerisk fotbollsspelare (anfallare) som spelar för Sabah.

## Karriär
Den 31 augusti 2017 lånades Belfodil ut till Werder Bremen. Den 15 maj 2018 värvades Belfodil av 1899 Hoffenheim, där han skrev på ett fyraårskontrakt. Den 23 augusti 2021 värvades Belfodil av Hertha Berlin.
Den 21 augusti 2022 värvades Belfodil av qatariska Al-Gharafa, där han skrev på ett tvåårskontrakt. Den 13 september 2023 värvades Belfodil av Azerbajdzjans Premjer Liqasy-klubben Sabah, där han skrev på ett tvåårskontrakt med option på ytterligare ett år.